# Хилокская впадина
Хило́кская впа́дина — впадина в западной части Забайкальского края России.

## Расположение
Хилокская впадина расположена между хребтом Цаган-Хуртэй (с севера) и Яблоновым хребтом (с юга). Впадина начинается на западе: от окрестностей села Сосновка и до города Хилок имеет юго-восточное направление, от Хилка приобретает сначала субширотное (до станции Хушенга), а далее — северо-восточное (до устья реки Тайдутка). Общая протяжённость впадины составляет около 100 км при ширине от 2-3 до 10-15 км.

## Геология
Хилокская впадина сложена осадочными и базальтоидными формациями (с проявлениями бурого угля, цеолитов и фосфоритов), перекрытыми сверху кайнозойскими континентальными отложениями незначительной мощности. Заложение впадины относится к мезозою, дальнейшее формирование шло в неоген-четвертичное время.
Абсолютная высота днища впадины снижается от 865 м на восточной окраине до 780 м на западной. Сочленение бортов впадины со склонами окружающих хребтов преимущественно плавное. Преобладающие типы ландшафта — луговые равнины, сосновые боры, переходящие вверх по склонам в горную тайгу.